# Jezici Bosne i Hercegovine
Jezici Bosne i Hercegovine je pojam koji pokriva sve jezike koji se koriste na tlu Bosne i Hercegovine. Bosna i Hercegovina je trojezična država gdje većina stanovništva govori jedan od tri službena jezika. Manjine koje žive u Bosni i Hercegovini koriste se svojim jezicima u međusobnoj komunikaciji.

## Službeni jezici
Na teritoriju Bosne i Hercegovine službeni jezici su bošnjački, hrvatski i srpski. Sva tri jezika su zasnovana na štokavskom narječju. Službena pisma Bosne i Hercegovine su latinica i ćirilica. U FBiH nazivi jezika su "bosanski, hrvatski i srpski", dok su u RS-u ti nazivi "jezik srpskog, jezik bošnjačkog i jezik hrvatskog naroda". Bošnjaci i bosanski Hrvati koriste latinicu, dok bosanski Srbi daju prednost ćirilici, ali koriste i latinicu.

### Bošnjački jezik
Bošnjački jezik je materinski jezik Bošnjaka i jedan od tri službena jezika BiH. Osim u Bosni i Hercegovini, ovim jezikom govori se i u Sandžaku, Srbiji, Crnoj Gori, Kosovu, Makedoniji i u bošnjačkoj dijaspori. Više od 50% stanovnika Bosne i Hercegovine koristi bošnjački kao materinski, tako da u Bosni i Hercegovini postoji više od 2 milijuna ljudi koji pričaju bošnjački.

### Hrvatski jezik
Hrvatski jezik je materinski jezik Hrvata i jedan od tri službena jezika BiH. Osim u Bosni i Hercegovini, ovim jezikom se govori u Hrvatskoj, Vojvodini, Sloveniji, Crnoj Gori, dijelovima Mađarske te drugdje gdje žive Hrvati. Procjenjuje se da oko 17% stanovnika Bosne i Hercegovine koristi hrvatski kao materinski.

### Srpski jezik
Srpski jezik je materinski jezik Srba i jedan od tri službena jezika BiH. Osim u Bosni i Hercegovini, ovim jezikom se govori u Srbiji, Hrvatskoj, Crnoj Gori i okolnim državama. Procjenjuje se da trećina stanovništva Bosne i Hercegovine koristi srpski kao materinski.

## Ostali jezici
Manjine u Bosni i Hercegovini, Romi, Albanci i Makedonci pričaju romski, albanski i makedonski. Od stranih jezika koriste se engleski, njemački i francuski, ali je engleski u najvećoj uporabi.